# Abbas Mirza
Abbás Mirzá (20 de agosto de 1789 - 25 de octubre de 1833) fue un príncipe heredero persa de la dinastía Qajar. Se forjó una importante reputación como comandante militar en las guerras contra Rusia y el Imperio otomano, como modernizador de las fuerzas armadas y de las instituciones de Persia, y por su prematura muerte ante su padre, Fath Ali Shah. Abbás fue un príncipe inteligente, que poseía cierto gusto literario y es digno de mención por la relativa sencillez de su vida.
Era uno de los hijos pequeños de Fath Ali Shah, pero su padre le asignó como su sucesor. Con la confianza de parte del gobierno de Persia, buscó una forma de gobernar a la europea y contrató oficiales para reorganizar las fuerzas armadas. No dudó en ir a la guerra contra Rusia y su ayuda fue solicitada con impaciencia tanto por Inglaterra como por Napoleón, ansiosos por rematarse mutuamente en la zona de Persia. Prefirió ayudar a los franceses, por lo que Abbás Mirza continuó su guerra contra el general ruso Kotlyarevski, aunque su nuevo aliado le proporcionó poca ayuda. Kotlyarevski derrotó al ejército persa en la batalla de Aslanduz en octubre de 1813, cuando las fuerzas persas eran 10 veces superiores en número. Esto obligó a los persas a una paz de la que salían derrotados, cediendo territorios en el Cáucaso (actualmente Georgia, Daguestán y la mayor parte de la República de Azerbaiyán).
Obtuvo algunas victorias durante la guerra de 1821 entra el Imperio otomano y Persia, que concluyó con la firma en 1823 del tratado de paz tras la batalla de Erzurum, en el que se plasmaba la victoria persa. Su segunda guerra contra los rusos, que empezó en 1826, acabó en una sangría de muertes y las tropas persas se vieron forzadas a ceder casi todos sus territorios de Armenia y de Najicheván. Tras firmar el tratado de paz en febrero de 1828, Abbás Mirzá intentó restaurar el orden en la provincia de Jorasán, y mientras lo hacía murió en Mashhad en 1833. En 1834, su hijo mayor, Mohammed Mirza, sucedió a Fath Ali Shah como rey. R. G. Watson (History of Persia', 128-9) le describé como el más noble de la raza de los Qajar.
Sobre todo es recordado por su valor en el campo de batalla y por sus intentos fallidos de modernizar las fuerzas armadas de Persia. No logró su objetivo en parte debido a la falta de centralismo del gobierno iraní de la época. Además, Abbás Mirzá fue el primero en enviar a estudiantes iraníes a estudiar a Europa.

## Descendencia
- Mohammed Mirzá que se convertiría en Muhammad Sah Kayar
- Bahram Mirza título real: Moez ed-Dowleh
- Djahangir Mirza
- Bahman Mirza
- Fereydoun Mirza título real: Nayeb al-Ayaleh
- Eskandar Mirza
- Khosrow Mirza
- Ghahreman Mirza
- Ardeshir Mirza título real: Rokn ed-Dowleh
- Ahmad Mirza
- Ja'far Gholi Mirza
- Mostafa Gholi Mirza
- Soltan Morad Mirza título real: Hessam Saltaneh
- Manoutchehr Mirza
- Farhad Mirza título real: Mo'tamed ed-Dowleh
- Firouz Mirza título real: Nosrat ed-Dowleh
- Khanlar Mirza título real: Ehteshami ed-Dowleh
- Bahador Mirza título real: Bahador Mirza
- Mohammad Rahim Mirza
- Mehdi Gholi Mirza
- Hamzeh Mirza título real: Heshmat ed-Dowleh
- Ildorom Bayazid Mirza
- Lotfollah Mirza título real: Shoa' ed-Dowleh
- Mohammad Karim Mirza
- Ja'ffar Khan
- Abdollah Khan